# 梅·伊斯特
梅·伊斯特（英語：May East）是一位英国/巴西的教育工作者、城市規劃師、歌手和詞曲創作家。多年来，她以激勵人心的演說和想法在社會上發生。她認為她是位藝術家。

## 早期的音樂生涯（1981年-1992年）
梅·伊斯特来自巴西充滿創意和藝術的城市——聖保羅和里約熱內盧。梅·伊斯特的藝術以電影、視頻或音樂的形式表達她對環境議題在巴西主要城市的擔憂，特別是亞馬遜雨林。
在1981年，作為一個音樂家和歌手，梅·伊斯特開啟了他在Gang 90 & Absurdettes的職業生涯。受到新潮的樂團The B-52s的影響，他們的歌曲混合了披頭族和女合唱團的元素。Gang 90被認為是巴西新潮音樂的先驅。
1982年，她與獨立的TVDO影片製作小組合作，並和制片人Nelson Motta為了TVBandeirantes制作了電視節目 Mocidade Independente。 
在1984年，她在巴西、荷蘭和日本與EMI一同推出了她的首支單曲《叢林大火/印第安人》。《叢林大火》成為由獨立導演弗朗西斯科·德·保拉執導的電影“Areias Escaldantes”的配樂。 
幾個月後，她的第一張專輯《Remota Batucada》上映。他的原創音樂混合了電子樂、民間音樂和新浪潮，也被稱為“tribal ie-ie”。 梅·伊斯特還發布了專輯《Tabapora》和《Charites》。之後，她搬到了英格兰，然后去了Findhorn的蘇格蘭社區，在那里她專注於生態活動，並開始舉辦講座和研討會。在90年代末期，她發行了專輯：Heart of the Heart（與Findhorn Community Chorus 合作）和Cosmic Breath（與她的前夫Craig Gibsone合作）；和2002年的1001 Faces（個人專輯）。 

## 可持續發展教育家（1995年至今）
梅·伊斯特在維繫聯合國與Findhorn Ecovillage之间的關係發揮了突出的作用，最終在2006年成立了CIFAL Scotland。在梅的領導下，The United Nations Institute for Training and Research附属北欧培训中心作為地方當局、國際組織、私營部門和民間社會之間的建設長達十年 。
目前她是蓋雅教育的首席執行官，蓋雅教育是一個國際聯盟由限制二氧化碳生活方式研發中心的設計師和教育者共同組成。蓋雅教育支持49個國家的項目，包括部落和傳統社區到生態家園，从城市貧民窟到大學和研發中心。 
2010年5月以来，梅·伊斯特开展了一系列關於實務的學習活動，來支持土著和移民的传统，以便在這瞬息萬變的環境中生存，同时增加他們成為未来想成為的人的机会。这些項目增強土地管理的方法，以創造更健康的土壤，更豐富的營養含量和增强它們的氣候適應能力。作為UNITAR的一名研究員，她擁有空間規劃碩士學位，專門研究意大利南部廢棄城鎮的重造。這使得廢棄的城鎮（位於歐洲南部的鬼城）能夠重新被當成住房使用。這種解决方案為社區提供“文化根源本地适应性”的機會。她在《從衝突到住房融入：社區，居民和活動家的互動》一書中貢獻了她的一部分研究成果。
梅连续三年（2011年、2012年、2013年）入選100位全球可持續發展能力領導者名单，由Sustainability Showcase Asia和ABC Carbon主席兼首席執行官Ken Hickson所提出。該名單表彰了全球100位在可持續發展領域發揮領導作用的人。
自2013年5月起，梅·伊斯特一直為《蘇格蘭人報》和《衛報》撰稿。  

## 外部連結
- CIFAL Findhorn开业协议。
- 训研所DCP公告。